# كازو تاكاهاشي (ممثلة)
كازو تاكاهاشي (باليابانية: 高橋和枝؛ بالكانا: たかはし かずえ) هي مؤدية صوت وممثلة يابانية، ولدت في 20 مارس 1929 في توتشيغي في اليابان، وتوفيت في 23 مارس 1999 في بونكيو في اليابان بسبب ورم نخاعي متعدد.

## الأعمال

### مسلسلات
- السائق (1988) - سايوري كوموري

## وصلات خارجية
- كازو تاكاهاشي (ممثلة) على موقع IMDb (الإنجليزية)
- كازو تاكاهاشي (ممثلة) على موقع ميوزك برينز (الإنجليزية)
- كازو تاكاهاشي (ممثلة) على موقع ديسكوغز (الإنجليزية)
- كازو تاكاهاشي (ممثلة) على موقع ANN person (الإنجليزية)